# 유곡역 (금강산선)
유곡역(楡谷驛)은 지금의 강원도 철원군 근북면에 위치했던 금강산선의 철도역이다.

## 연혁
- 1926년 7월 10일[1] : 유곡리역(楡谷里驛)으로 영업 개시
- 일자 불명[2] : 유곡역으로 개칭
- 일자 불명(해방 이후) : 백덕역(栢德驛)으로 개칭[3]
- 1950년 : 한국 전쟁으로 폐지